# ジーン・ウルフ
ジーン・ウルフ（Gene Rodman Wolfe、1931年5月7日 - 2019年4月14日）は、アメリカ合衆国のファンタジー作家、SF作家。
ニューヨークで生まれ、テキサス州ヒューストンで育つ。テキサスA&M大学在学中に朝鮮戦争に従軍。戦闘歩兵徽章を受ける。終戦後、ヒューストン大学機械工学科を卒業。
「Plant Engineering」誌の編集長を務める傍ら、1965年に短編「The Dead Men」で作家デビュー。1984年以降は専業作家となる。
2019年4月14日、心血管疾患で死去した。

## 著作リスト

### 新しい太陽の書シリーズ
- 新しい太陽の書（The Book of the New Sun）
  - The Shadow of the Torturer (1980年) 日本語訳『拷問者の影』 岡部宏之訳、早川書房〈ハヤカワ文庫SF〉、1986年。新装版2008年。
  - The Claw of the Conciliator (1981年) 日本語訳『調停者の鉤爪』 岡部宏之訳、早川書房〈ハヤカワ文庫SF〉、1987年。新装版2008年。
  - The Sword of the Lictor (1981年) 日本語訳『警士の剣』 岡部宏之訳、早川書房〈ハヤカワ文庫SF〉、1987年。新装版2008年。
  - The Citadel of the Autarch (1982年) 日本語訳『独裁者の城塞』 岡部宏之訳、早川書房〈ハヤカワ文庫SF〉、1988年。新装版2008年。
  - The Urth of the New Sun (1987年) 日本語訳『新しい太陽のウールス』 岡部宏之訳、早川書房〈ハヤカワ文庫SF〉、2008年。
- The Book of the Long Sun
  - Nightside the Long Sun（1993年）
  - Lake of the Long Sun（1994年）
  - Caldé of the Long Sun（1994年）
  - Exodus From the Long Sun（1996年）
- The Book of the Short Sun
  - On Blue's Waters（1999年）
  - In Green's Jungles（2000年）
  - Return to the Whorl（2001年）

### その他の長編
- Operation Ares（1970年）
- The Fifth Head of Cerberus（1972年） 日本語訳『ケルベロス第五の首』 柳下毅一郎訳、国書刊行会〈未来の文学〉、2004年。 - 連作中編を1冊にまとめたもの
  - The Fifth Head of Cerberus「ケルベロス第五の首」
  - "A Story," by John V. Marsch「『ある物語』ジョン・V・マーシュ作」
  - V.R.T.「V・R・T」
- Peace（1975年） 日本語訳『ピース』西崎憲・館野浩美訳、国書刊行会、2014年。
- The Devil in a Forest（1976年）
- Free Live Free（1984年）
- The Soldier series
  - Soldier of the Mist（1986年）
  - Soldier of Arete（1989年）
  - Soldier of Sidon（2006年）
- There Are Doors（1988年）
- Castleview（1990年）
- Pandora, By Holly Hollander（1990年）
- Latro in the Mist（2003年）
- The Wizard Knight
  - The Knight（2004年） 日本語訳『ナイトI』『ナイトII』 安野玲訳、国書刊行会、2015年。
  - The Wizard（2004年） 日本語訳『ウィザードI』『ウィザードII』 安野玲訳、国書刊行会、2015年。
- Pirate Freedom（2007年）
- An Evil Guest（2008年）
- The Sorcerer's House (2010)
- Home Fires (2011)
- The Land Across (2013)
- A Borrowed Man (2015) 日本語訳『書架の探偵』酒井昭伸訳 早川書房 2017 のち、ハヤカワ文庫SF 2020
- Interlibrary Loan (2020)日本語訳　『書架の探偵、貸出中』大谷真弓訳　早川書房2023

### 短編集
- The Island of Doctor Death and Other Stories and Other Stories（1980年）
- Gene Wolfe's Book of Days（1981年）日本語訳『ジーン・ウルフの記念日の本』酒井昭伸, 宮脇孝雄, 柳下毅一郎訳 国書刊行会 2015
- The Wolfe Archipelago（1983年）
  - Death of the Island Doctor（1983年）
  - The Island of Doctor Death and Other Stories（1970年）
  - The Death of Doctor Island（1973年）
  - The Doctor of Death Island（1978年）
- Plan（e）t Engineering（1984年）
- Bibliomen（1984年）
- Storeys from the Old Hotel（1988年）
- Endangered Species（1989年）
- Castle of Days（1992年）
- The Young Wolfe（1992年）
- Strange Travelers（2000年）
- Innocents Aboard（2004年）
- Starwater Strains（2005年）
- 『デス博士の島その他の物語』 浅倉久志・伊藤典夫・柳下毅一郎訳、国書刊行会〈未来の文学〉、2006年。 - 日本オリジナル短編集
  - まえがき（The Wolfe Archipelago 所収）
  - The Island of Doctor Death and Other Stories 「デス博士の島その他の物語」 - ハーバート・ジョージ・ウェルズ『モロー博士の島』に触発された作品
  - The Death of Doctor Island 「アイランド博士の死」
  - The Doctor of Death Island 「死の島の博士」
  - Seven American Nights 「アメリカの七夜」
  - The Eyeflash Miracles 「眼閃の奇蹟」
- The Best of Gene Wolfe（2009年）
- The Dead Man and Other Horror Stories（2023年）

### エッセイ集
- The Castle of the Otter (1982年) 『新しい太陽の書』についてのエッセイ集。のちにCastle of Days(1992)に収録

ほか未訳作品多数。

## 主な受賞歴
- 『アイランド博士の死』 - ネビュラ賞 中長編小説部門、ローカス賞 ノヴェラ部門
- The Computer Iterates the Greater Trumps - ライスリング賞
- 『拷問者の影』 - 世界幻想文学大賞、イギリスSF協会賞
- 『調停者の鉤爪』 - ネビュラ賞 長編小説部門、ローカス賞 ファンタジイ長篇部門
- 『警士の剣』 - ローカス賞 ファンタジイ長篇部門
- 『独裁者の城塞』 - ジョン・W・キャンベル記念賞、アポロ賞
- Soldier of the Mist - ローカス賞 ファンタジイ長篇部門
- Golden City Far - ローカス賞 ノヴェラ部門
- 『デス博士の島その他の物語』- SFが読みたい!・2006年海外編ベスト1

### オンラインで読める作品
- The Case of the Vanishing Ghost
- Easter Sunday
- Paul's Treehouse
- Castaway
- Copperhead
- Under Hill
- The Best Introduction to the Mountains
- Unrequited Love
- The Arimaspian Legacy
- Memorare